# Richard Balder

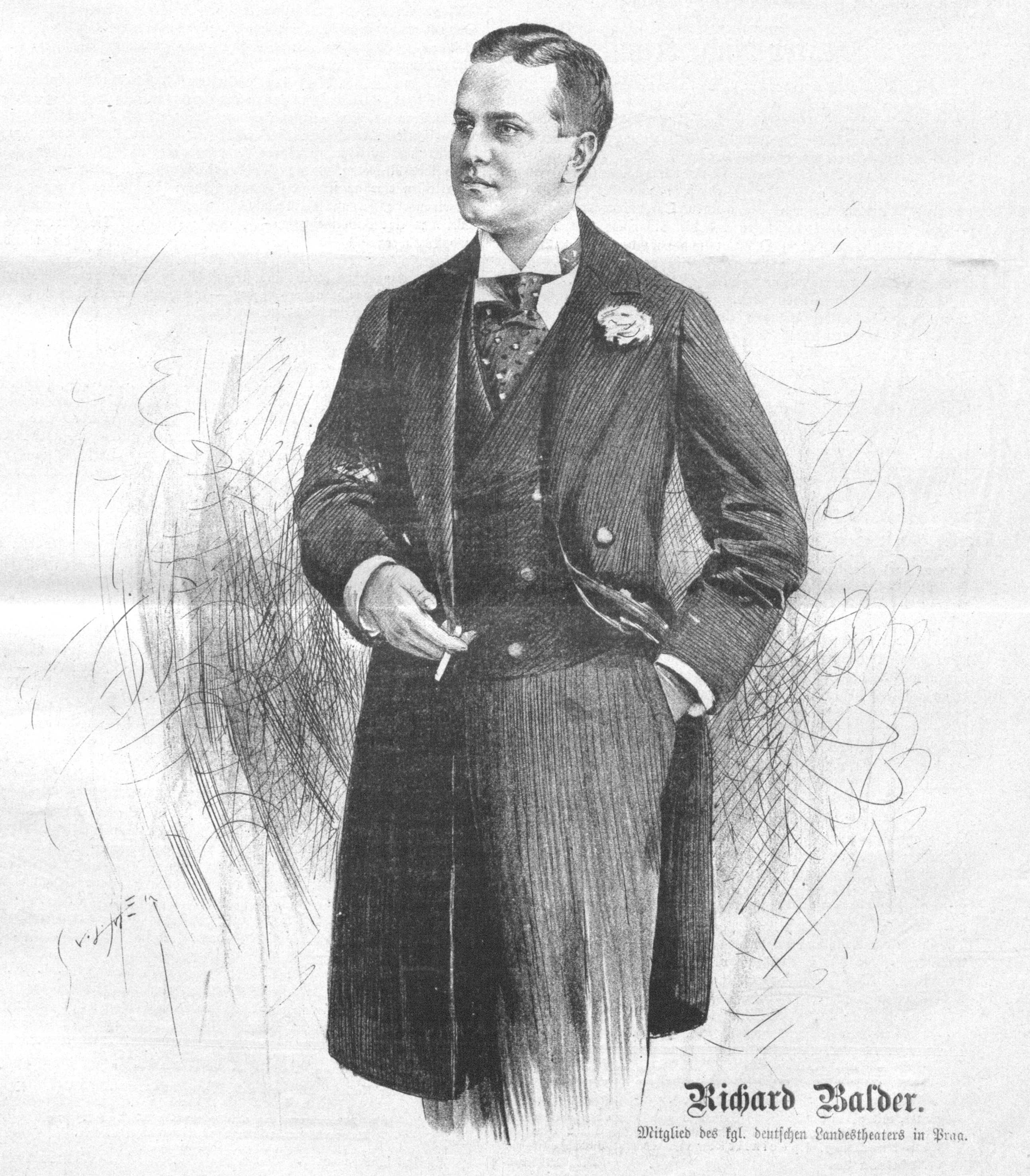
Richard Balder im Jahre 1895

Richard Balder, eigentlich Richard Busolt (22. Juli 1867 in Königsberg – 1917 in Erlangen) war ein deutscher Theaterschauspieler, -regisseur und Intendant.

## Leben
Balder, Sohn eines Rittergutbesitzers, entschloss sich, nachdem er in Berlin und Leipzig Jura studiert hatte, 1899 den Schauspielerberuf zu ergreifen und begann am Stadttheater in Hamburg, wo er ein Jahr blieb. Er wirkte dort bis 1890, kam dann nach Detmold, 1891 nach Barmen-Elberfeld, 1894 ans Stadttheater nach Breslau und 1895 nach Prag. Dort trat er im Mai 1896 im Drama „Glück“ zum letzten Mal öffentlich auf, danach übernahm er die Theaterdirektion in Elberfeld. 1900 wurde ihm die Leitung des Stadttheater Riga übertragen, wo er auch die gesamte Oberregie führte. Besonders auf Wagner- und Shakespeare-Aufführungen legte er Wert. 1914 war er Intendant des Staatstheater Nürnberg.
Er starb im März 1917 in Erlangen.